# 奇尤
奇尤（英語：Cheeyou）是加勒比海岛国特立尼达和多巴哥特立尼达岛东部的一座村庄，行政上由大桑格雷地区管辖，位于塔尔帕罗以东、大桑格雷以南，2011年人口2,207人。